# Megrovás
A megrovás a magyar büntetőjog egyik intézkedési neme, egyben a legenyhébb szankció.

## A hatályos magyar Büntető Törvénykönyvben
Megrovásban kell részesíteni azt, akinek cselekménye az elbíráláskor már nem veszélyes, vagy olyan csekély fokban veszélyes a társadalomra, hogy az e törvény szerint alkalmazható legkisebb büntetés kiszabása vagy más intézkedés alkalmazása – ide nem értve az elkobzást, a vagyonelkobzást és az elektronikus adat végleges hozzáférhetetlenné tételét – szükségtelen.
A megrovással a bíróság vagy az ügyészség helytelenítését fejezi ki a jogellenes cselekmény miatt, és felszólítja az elkövetőt, hogy a jövőben tartózkodjon bűncselekmény elkövetésétől.
A megrovás - akár a próbára bocsátás vagy a jóvátételi munka önállóan, büntetés helyett alkalmazható.

## Története
A magyar büntetőjogban először az 1930. évi 34. tc. tette lehetővé az ítélethozatal mellőzését vétség vagy kihágás esetében, ha a bűnösség olyan csekély és a cselekmény tárgyi súlya annyira jelentéktelen volt, hogy a büntetés alkalmazása szükségtelennek bizonyult. Ezt átvette az 1950. évi Btk. is, majd figyelmeztetés néven került be az 1961-es Btk.-ba, s lényegében változatlan tartalommal megrovás néven 1978-tól része a büntetőjogunknak.

## Elemzése
A megrovás a legenyhébb büntetőjogi jogkövetkezmény, méghozzá nevelő jellegű intézkedés. A megrovás a bűncselekmény elkövetőjének erkölcsi elítélését jelenti, más, ténylegesen bekövetkező joghátrány nélkül. Legfontosabb célja, hogy az elkövetőt törvénytisztelő magatartásra intse és nevelje.
A megrovásnak kettős tartalma van. Egyrészt a hatóság részéről az elkövető tudomására juttatott rosszallás, vagyis annak kifejezése, hogy a hatóság az elkövető cselekményét helyteleníti és rámutat az elkövető felelősségére. Másrészt felhívja az elkövetőt, hogy a jövőben tartózkodjék a bűncselekmények elkövetésétől. Mivel a törvény a "hatóság" kifejezést használja, így azt más jogalkalmazó szerv (pl. ügyész) is kiszabhatja.

## Fiatalkorúak
Fiatalkorúakkal szemben is alkalmazható a megrovás intézménye.